# 5년 계획
5년 계획 또는 중화인민공화국 국민경제 및 사회발전 5개년 계획(중국어: 中华人民共和国国民经济和社会发展五年规划)은 중화인민공화국이 5년마다 발표하는 경제 발전 계획이다. 1953년부터 제1차 5개년 경제계획(1.5계획)을 시작하였다. 5개년 계획은 국민 경제 발전에 대한 중, 장기적 목표와 방향을 설정하는 핵심 정책으로, 중국의 의사 결정 방향과 경제 흐름을 알 수 있어 매우 중요하다.

## 역할
5년 계획은 중국에서 여러 정책 분야에 걸쳐 국가 활동을 조정하는데 핵심적인 역할을 한다. 5년 계획을 통해 중국 정부는 정책 우선순위를 정한다. 5년 계획은 특히 환경보호, 교육, 산업 정책분야에서 중심 수단으로 이용되고 있다.
중국의 5년 계획은 국가의 경제 및 사회발전을 이끄는 전략적 방안으로 5년 주기로 수립된다. 이 방안은 계획기간이 시작되기 전 해 가을에 중국 정부가 발표한 일반적인 지침에서 시작된다. 구체적인 계획은 그다음 해 3월 전국인민대표대회에서 승인되면 우선순위를 설정하고 이를 달성하기 위한 5년 계획의 기본 틀을 만든다.
5년 계획은 처음부터 끝까지 세세하기 정해진 고정된 계획이 아니라 실행 과정에서 유연하게 조정되고 발전하는 성격을 가진다. 따라서 각 행정 단계에서 세부 실행 계획이 개발되며 계획 기간 동안 지속적으로 발전한다. 이러한 중국의 5년 계획 방식은 중국의 급속한 경제성장과 발전, 기업 재정 및 산업정책에 중요한 역할을 하며 효율성과 능력 면에서 높은 평가를 받고 있다.

## 제1차 5년 계획(1953~1957)
1953년 마오쩌둥 등 중요 혁명 세력의 지휘 아래 중국은 경제적 기반을 어느 정도 복원할 수 있었다. 이후 중국 정부는 사회주의 경제 구축과 성장이라는 목표를 달성하기 위해 소련의 경제를 모델로 채택했다.
중국의 제1차 5년 계획은 중공업과 자본 집약적 실 기반 공업을 발전시켜 경제성장률을 높이는 걸 목표로 했다. 이때 소련의 자금과 전문가의 지원을 받았다. 소련의 엔지니어 기술자 과학자는 중국에서 새로운 중공업 시설을 개발하고 설치하는 데 도움을 줬으며 중국은 소련에서 공장설비 중장비를 수입했다.
중국 정부는 기업을 국가에 매각하도록 유도했다. 1956년까지 중국 내 대부분의 대규모 상업 및 산업이 국유화가 되었으며 이에 따라 대부분의 사적 사업 소유권이 사라졌다. 이러한 사회주의 경제 체제 구축 작업으로 1차 계획기간 동안 국가 생산력은 31% 증가했다.

## 제2차 5년 계획(1958~1962)
제1차 5년 계획 과정에서 대약진운동과 제사해운동 등 농업생산이 저해되면서 식량 생산이 많이 감소했다. 이에 따라 전국적인 대기근이 발생하게 되었다.

제2차 5년 계획은 이러한 문제들을 해결하기 위해 5가지의 목표를 잡았다.
- 중국의 중공업 확장
- 더 많은 재산을 집단 소유로 이전하여 사회주의를 진전
- 산업 농업 수공업 교통 및 상업 촉진
- 인재 양성과 과학 발전육성
- 국방 강화 및 국민 생활수준향상

이러한 2차 5년 계획으로 인해 중국 경제는 점차 회복하게 되었다. 결과적으로 1961년~1962년 중국의 산업 생산 가치는 2배 증가했고 농업생산은 35% 늘어났다.

## 제3차 5년 계획(1966~1970)
제3차 5년 계획은 원래 1963년에 시행될 예정이었으나 중국경제의 혼란으로 인해 계획된 운영이 불가능했다. 결국. 1966년이 되어서야 3차 5년 계획이 수립하게 되었다.
제3차 5년 계획은 대규모 전쟁 가능성에 대비하여 국가방위를 우선시하고 충돌에 적극적으로 대비하며 국방, 과학기술, 산업 및 교통인프라의 건설을 가속하는 것을 목표로 삼았다.
결과적으로 보았을 때 제3차 5년 계획은 예상대로의 성과를 거두지 못했지만, 산업 체계와 국민경제 체계의 기초 틀을 마련하였다.

## 제4차 5년 계획(1971~1975)
제4차 5년 계획기간에는 국민경제 성장 속도가 완화되었다. 그럼에도 수많은 중견기업이 탄생하고 중점사업 및 사회기반시설을 건설하여 국내총생산이 대폭 상승하였다.

## 제5차 5년 계획(1976~1980)
제5차 5년 계획은 독립적이고 비교적 완전한 산업 체계와 국가 경제 시스템을 구축할 것을 제안했다. 계획이 시행되면서 상당한 성공을 거두었는데, 1977년 산업 및 농업의 총생산액은 5,055억 위안으로 목표를 4.4% 초과했고, 전년 대비 10.4% 증가했다 1978년 국내총생산(GDP)은 3,010억 위안에 도달하여 1977년 대비 12.3% 증가했고, 1976년과 비교하면 19.4% 증가했다.

## 제6차 5년 계획(1981~1985)
제6차 5개년 계획에서는 처음으로 사회발전을 제시하며 국민경제 5년 계획에서 국민경제와 사회발전 5년 계획에서 국민경제와 사회발전 5년 계획으로 변경하였다, 이때 중국의 국민경제는 안정적인 고속 성장을 실현했으며 각 경제지표 역시 2배 초과 달성하였다.

## 제7차 5년 계획(1986~1990)
제7차 5년 계획의 목표는 해안 지역의 개발을 가속하는 것이었다.
이 계획 기간 동안 중국의 각 지역은 각각의 강점을 활용하여 발전하도록 계획됐다.

## 제8차 5년 계획(1991~1995)
사회주의 시장경제를 목표로 전반적인 대외 개방 구조가 형성되었다.
국민총생산 연평균 성장 속도는 12%를 기록하였다.

## 제9차 5년 계획(1996~2000)
제9차 5년계획기간동안 1인당 GDP 4배 성장목표를 달성하였다.

## 제10차 5년 계획(2001~2005)
제10차 5년 계획은 서부 대개발을 주축으로 한 지역 균형발전과 시장개방을 위한 준비에 초점을 두었다. 지역 균형발전을 위주로 실업 문제해결과 중소도시의 공업화 추진으로 농촌 잉여 노동력 흡수를 추진했다.

## 제11차 5년 계획(2006~2010)
전면적 건설 즉 2010년 1인당 GNP 1,900달러를 목표로 하였다.
이때 기술혁신을 통한 산업구조 고도화 추진으로 서비스산업을 육성했고 개혁 개방의 지속적 추진을 위해 기업의 국제화와 국산 브랜드 역시 육성하여 안정적 고성장을 이루어냈다.

## 제12차 5년 계획(2011~2015)
주요 목표 중 첫번재로 수출 중심의 경제성장에서 벗어나 내수 중심으로 전환하는 것이다. 수출의존도를 낮추고 내수를 증진하기 위해 공공투자 확대와 서비스 산업을 강화하여 국내시장 육성 정책을 펼쳤다.
두 번째는 지역 균형발전이다.  도시와 농촌 지역 간 격차 및 소득 계층 간 격차를 축소하여 국민경제의 안정을 추구했다.
세 번째는 지속 가능한 성장을 위한 친환경 경제 정책이다.
탄소배출에 대한 세금 부과하는 환경보호세 도입과 에너지 효율 개선을 위한 각종 제재를 마련하였다.

## 제13차 5년 계획(2016~2020)
제12차 5년 계획에서 계속된 주제들을 이어받아 서비스 산업증진, 도시화 증가, 사회안전망 확장을 통해 예방적 저축을 줄이는 목표를 유지했다.

## 제14차 5년 계획(2021~2025)
14차 5년 계획은 중국과 미국의 관계 악화 및 2020년 1분기 코로나19 범유행을 배경으로 마련하였다.
이전 5년 계획에서 이어진 주제를 계속하여, 14차 5년 계획은 서비스업을 강화하고, 도시화를 촉진하며, 예방적 저축을 줄이기 위해 사회 안전망을 확대하고자 했다. 또한, 첨단 기술 혁신과 기초 과학 연구를 강조합니다. 고령화 문제를 해결하기 위해 14차 5년 계획은 의료 및 퇴직 제도 확대를 목표로 하고 있다.
이 계획은 향후 성장이 주로 국내 소비재 및 서비스 소비에 기반할 것으로 예상하며, 도시와 농촌 간의 생활 수준 격차를 줄이는 것을 목표로 하고 있다. 이 계획에는 대만과의 관계에서 "평화적 발전"을 포함하고 있으며, 대만을 "중국 영토의 일부"로 간주했다.
미국과 중국 간의 무역 전쟁으로 인해 시진핑은 '쌍순환' 전략을 도입하였으며, 이는 '내순환'과 '외순환'으로 나뉘어 각각 국내 및 해외 무역을 담당했다. 이 전략은 중국이 세계 경제에 개방된 상태를 유지하면서 자급자족을 강화하려는 목적으로 설계되었다.

## 같이 보기
- 소련의 국민경제 5개년 계획
- 대약진 운동

1. ↑  홍기훈 기자 (2023년 10월 28일). “사회주의 기초 다진 중국의 ‘제1차 5개년 경제계획’”. 한국경제. 2023년 11월 6일에 확인함.
2. ↑  홍기훈 기자 (2024년 4월 23일). “중국 '제2차 5개년 경제계획'도 성공했지만…[홍기훈의 슬기로운 금융생활]”. 한국경제. 2024년 4월 23일에 확인함.
3. ↑  매일경제 (2000년 9월 29일). “중국 10차 5개년계획방향...5中全에서 내용 확정”. 매일경제. 2000년 9월 29일에 확인함.
4. ↑  국제종합팀 (2005년 11월 29일). “중국 11차 5개년 계획의 주요내용 및 달성전망”. 한국은행. 2005년 11월 29일에 확인함.
5. ↑  인민화보 (2020년 12월 11일). “신중국이 걸어온 수많은 ‘5년의 시간’”. 인민화보. 2020년 12월 11일에 확인함.
6. ↑  인민화보 (2020년 12월 11일). “신중국이 걸어온 수많은 ‘5년의 시간’”. 인민화보. 2020년 12월 11일에 확인함.
7. ↑  현상백,최원석,문지영,이효진,오윤미 (2020년 12월 9일). “중국 14차 5개년 규획(2021~25)의 경제정책 방향과 시사점”. 대외경제정책연구원. 2020년 12월 9일에 확인함.